# 宮良長詳
宮良 長詳（みやら ちょうしょう、1894年（明治27年）1月11日 - 1965年（昭和40年）1月30日）は、戦前の沖縄県の医師で、八重山支庁の政治家。
終戦直後に八重山支庁長を務めた。沖縄県石垣市出身。

## 経歴
明治27年（1894年）1月11日生まれ。大正10年（1921年）に九州帝国大学医学部を卒業する。
大正13年（1924年）に石垣島に帰島し医院を開業する。戦前は八重山諸島の旧制中学校設立運動に関わる。
沖縄戦後は、八重山諸島の混乱を鎮めるために、有志とともに八重山自治会を結成し自治会長に就任する。進駐したアメリカ軍によって八重山支庁長に任命される。
翌年に支庁長を辞任し、以降は八重山人民党を結成するなど、しばらく政治活動を続け、晩年には仏教に帰依する。